# Honda RVF 750

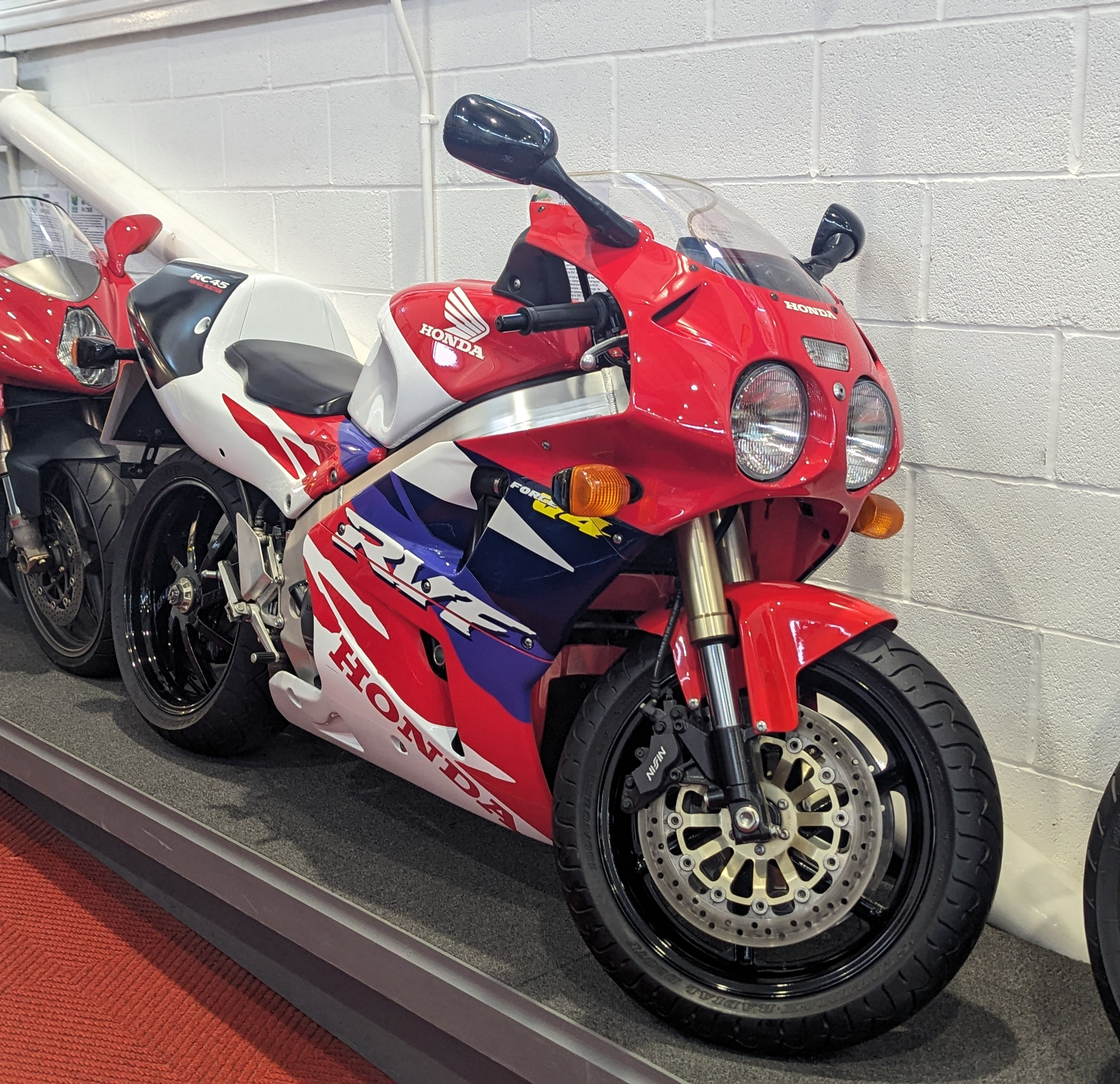
Honda RVF 750 R (RC45), 1995

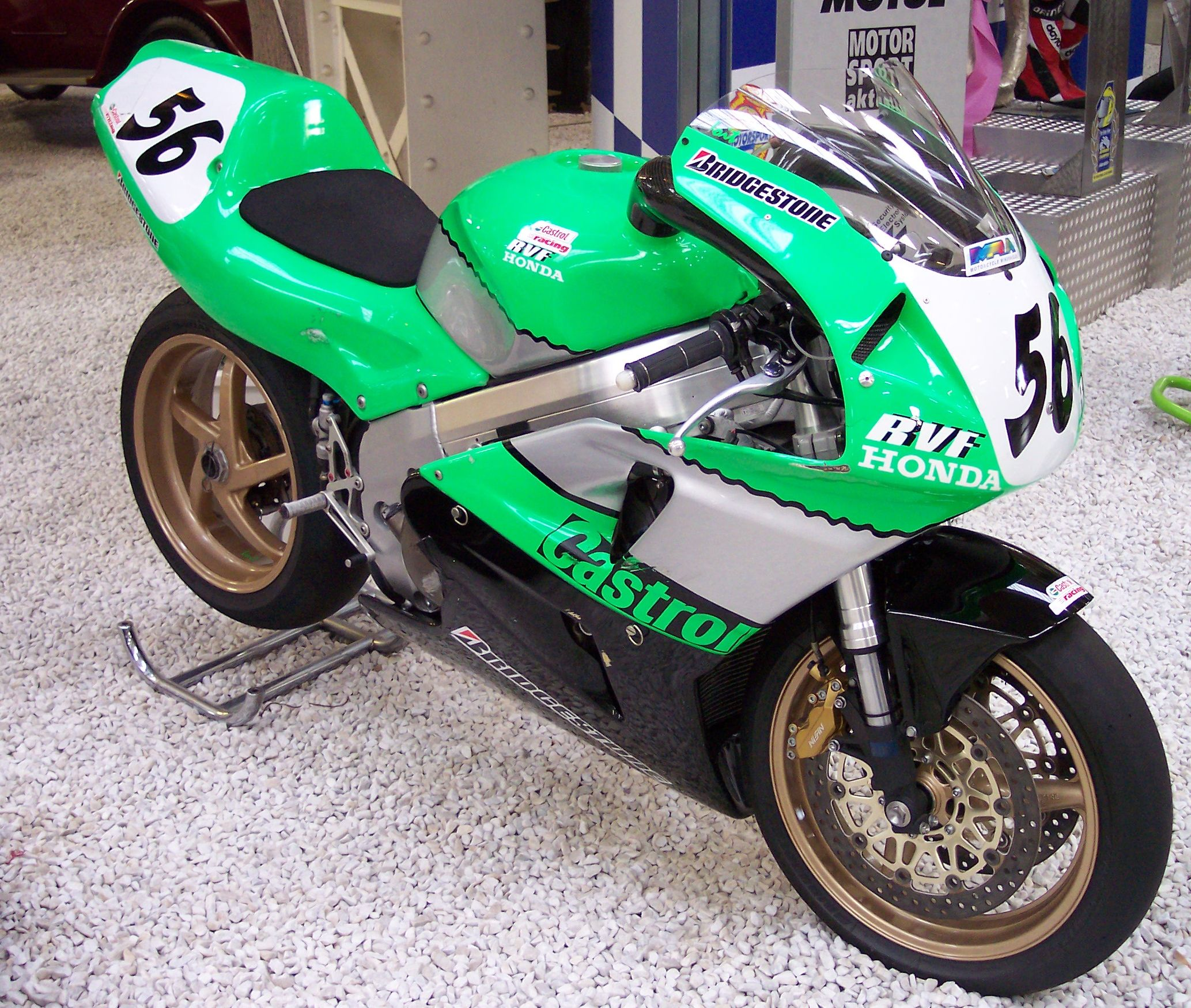
Honda RVF 750: Rennversion im Technik-Museum Speyer

Die RVF 750 (RC 45) ist ein Supersport-Motorrad des japanischen Fahrzeugherstellers Honda. Die RVF 750 wurde im Herbst 1993 auf der Mailänder Motorradmesse EICMA der Öffentlichkeit als Homologationsmodell für die Superbike-WM vorgestellt. Zur Saison 2000 hin wurde sie von der Honda VTR 1000 SP1 abgelöst.

## Geschichte
Die Honda RVF 750 mit dem Werksinternen Kürzel RC 45 wurde als Nachfolgemodell der legendären Honda VFR 750 R RC 30 auf den Markt gebracht. Wie die RC 30 wurde auch die RC 45 nur in limitierter Stückzahl hergestellt und war auch nur als Einsitzer verfügbar. Der damalige Neupreis betrug 44.480 DM. Eingesetzt wurde die RC 45 in der Superbike-WM, in der FIM Endurance World Championship, bei dem in Japan wichtigen 8-Stunden-Rennen von Suzuka und bei Straßenrennen wie der Tourist Trophy auf der Isle of Man. Die Buchstabenkombination RVF setzt sich wie folgt zusammen: R steht für Racing, V für V-Motor und F für Four. Auch von der RC 45 gab es wieder eine kleine Version mit 400 cm³ Hubraum, die Honda RVF 400 (NC 35).

## Technik

### Motor
Als Antrieb fand wieder, wie bei der RC30 auch, ein 90-Grad-Vierzylinder-V-Motor Verwendung, was die Baubreite im Gegensatz zu den Reihenvierzylindermotoren deutlich verringerte. Die vier obenliegenden Nockenwellen wurden über Zahnräder von der Kurbelwelle aus angetrieben. Diese Bauweise erhöhte die Zuverlässigkeit gegenüber der Steuerkette oder dem Zahnriemen, weil ein Reißen oder Überspringen und somit ein Motorschaden ausgeschlossen war. Die Zahnräder waren im Gegensatz zum RC 30-Motor nicht mehr mittig platziert, sondern auf der rechten Seite neben den Zylindern. Dadurch konnte ein Kurbelwellenlager eingespart und somit die Baubreite weiter verringert werden. Völlig neu war die Elektronische Saugrohreinspritzung, von Honda PGM-FI genannt. Das Steuergerät war frei programmierbar.

### Fahrwerk
Die Fahrwerksgeometrie der RC 30 wurde für die RC 45 nur geringfügig geändert. Das Fahrwerk entsprach weitestgehend dem Standard der übrigen japanischen Superbikemodelle. Das heißt, es kam ein Brückenrahmen aus Aluminium zum Einsatz, und Lenkkopf- und Schwingenaufnahme waren in Druckguss ausgeführt. Das Vorderrad wurde von einer Upside-Down-Gabel mit 41 mm starken Tauchrohren geführt. Den Unterschied machte die Einarmschwinge, von Honda „Pro Arm“ genannt. Dieses System wurde in den 80er Jahren von Honda in Zusammenarbeit mit der französischen Firma elf france entwickelt, um in Langstreckenrennen die Radwechsel schneller durchführen zu können. Beide haben sich dieses System patentieren lassen, sodass jeder andere Hersteller, der es nutzen wollte, Patentgebühren entrichten musste. Nachteil des RC 45-Fahrwerks ist ein eigensinniges Einlenk- und Aufstellverhalten, das vom 16-Zoll-Vorderrad mit einem 130 Millimeter breiten Reifen verursacht wird, wie bei der Honda CBR 900 RR Fireblade und der Honda NR 750 RC 40 auch. Die Auswahl an aktuellen Sportreifen ist für diese Felgendimension ebenfalls beschränkt.

## Technische Daten
- Motor

- Bauart: Flüssigkeitsgekühlter Vierzylinder-Viertakt-V-Motor mit vier obenliegenden Nockenwellen, 90 Grad Bankwinkel, 16 Ventile
- Hubraum: 749,2 cm³
- Bohrung und Hub: 72 × 46 mm
- Leistung: 88 kW / 120 PS bei 11750/min
- Drehmoment: 72 Nm bei 7400/min
- Leerlaufdrehzahl: 1300/min
- Schmiersystem: Nasssumpfschmierung
- Ölmenge: 4,5 Liter

- Kraftstoffsystem

- Gemischbildung: Elektronische Kraftstoffeinspritzung
- Durchlass: 46 mm
- Luftfilter: Papierfilter
- Tankinhalt: 18 Liter (inklusive 4 Liter Reserve mit Warnanzeige)

- Elektrik

- Zündsystem: Computergesteuerte digitale Transistorzündung
- Zündzeitpunkt: 15 Grad vor OT
- Zündkerzentyp: CR9EHVX-9 (NGK)
- Anlasser: Elektrostarter
- Batterie: 12 V/8 Ah
- Scheinwerfer: 12 V 60/55 W; Doppelscheinwerfer

- Antrieb

- Kupplung: Lamellenkupplung im Ölbad (hydraulisch betätigt)
- Getriebetyp: 6 Gänge klauengeschaltet

- Getriebeübersetzung:

- 1. Gang: 2,400
- 2. Gang: 1,941
- 3. Gang: 1,631
- 4. Gang: 1,434
- 5. Gang: 1,291
- 6. Gang: 1,192

- Primärübersetzung: 1,939
- Enduntersetzung: 2,353 (17 × 40 t)

- Fahrwerk

- Länge: 2165 mm
- Breite: 710 mm
- Höhe: 1100 mm
- Radstand: 1410 mm
- Sitzhöhe: 770 mm
- Bodenfreiheit: 130 mm
- Trockengewicht: 189 kg
- Leergewicht: 212 kg (vorne: 107 kg, hinten: 105 kg)
- Max. zulässiges Gesamtgewicht: 317 kg (vorne: 154 kg, hinten: 163 kg)
- Felgen: Alufelgen mit 6 (vorne) und 8 (hinten) U-Profil-Speichen
- Felgenmaße:

- vorne: 3.50 × 16 Zoll
- hinten: 6.00 × 17 Zoll

- Bereifung:

- vorne: 130/70 ZR 16 Dunlop Sportmax D 204F (Radial)
- hinten: 190/50 ZR 17 Dunlop Sportmax D 204 (Radial)

- Reifendruck:

- vorne: 2,5 bar
- hinten: 2,9 bar

- Bremsen:

- vorne: Doppelscheibenbremse mit 310 mm Durchmesser, Vierkolben-Bremszangen
- hinten: Einscheibenbremse mit 220 mm Durchmesser, Doppelkolben-Bremszange

- Rahmen: Brückenrahmen, Kastenprofil aus extrudiertem Aluminium
- Radaufhängung vorne:

- voll einstellbare Upside-down-Gabel mit 41 mm Durchmesser
- Federweg: 120 mm
- Lenkkopfwinkel: 65,5 Grad
- Nachlauf: 92 mm

- Radaufhängung hinten:

- Pro-Link-Pro-Arm-Schwinge mit voll einstellbarem Federbein und externem Ausgleichbehälter
- Federweg: 130 mm

## Rennerfolge
- 1994: Dritter der Superbike-WM mit Aaron Slight
- 1995: Dritter der Superbike-WM mit Aaron Slight
- 1996: Zweiter der Superbike-WM mit Aaron Slight
- 1997: Superbike-Weltmeister mit John Kocinski
- 1998: Zweiter der Superbike-WM mit Aaron Slight
- 1999: Zweiter der Superbike-WM mit Colin Edwards

- 1994: 1. Platz beim 8-Stunden-Rennen von Suzuka mit Doug Polen / Aaron Slight
- 1995: 1. Platz beim 8-Stunden-Rennen von Suzuka mit Aaron Slight / Tadayuki Okada
- 1997: 1. Platz beim 8-Stunden-Rennen von Suzuka mit Shin’ichi Itō / Tōru Ukawa
- 1998: 1. Platz beim 8-Stunden-Rennen von Suzuka mit Shin’ichi Itō / Tōru Ukawa
- 1999: 1. Platz beim 8-Stunden-Rennen von Suzuka mit Tadayuki Okada / Alex Barros

- 1995: Meister der AMA Superbike Championship mit Miguel Duhamel
- 1996: Sieger beim Daytona 200 mit Miguel Duhamel
- 1998: Meister der AMA Superbike Championship mit Ben Bostrom